# 齒扁蝽
齒扁蝽（学名：Odontonotus sauteri）为扁蝽科齒扁蝽屬下的一个种。